# Sudagaran (Sidareja)
Sudagaran is een bestuurslaag in het regentschap Cilacap van de provincie Midden-Java, Indonesië. Sudagaran telt 4917 inwoners (volkstelling 2010).